# SN 2001gp
SN 2001gp – supernowa nieznanego typu odkryta 15 kwietnia 2001 roku w galaktyce A140222+0455. W momencie odkrycia miała maksymalną jasność 25,30m.